# The Humans
The Humans är ett pusselspel utvecklat av Imagitec Design och utgivet av Gametek 1992. Målet är att leda en förhistorisk civilisation, med hjälp av diverse olika verktyg och uppfinningar.
Spelet porterades sedan till olika konsoler. Jaguar och Lynx-versionerna utgavs av Atari, under titlarna Evolution: Dino Dudes respektive Dinolympics.